# Adam Afzelius (botaniker)
Adam Afzelius, född 8 oktober 1750 i Larv, Västergötland, död 20 januari 1837, var en svensk botaniker. Han var son till kontraktsprosten Arvid Afzelius och bror till Johan Afzelius och Pehr von Afzelius.

## Biografi
Afzelius blev student vid Uppsala universitet 1768 och docent i österländska språk 1777. Hans intressen låg dock egentligen åt naturvetenskaperna, och han blev snart en av Linnés mest lovande lärjungar. 1785 anställdes han som botanices demonstrator.
År 1789 reste han till England för botaniska studier. Efter att 1791 ha avslagit ett anbud att såsom naturforskare medfölja en lord Macartneys beskickning till Kina, avreste han året därpå till den brittiska besittningen Sierra Leone på Afrikas västkust, men tvingades 1793 återvända till London på grund av dålig hälsa. År 1794 reste han på nytt till samma plats.
Några månader efter hans ankomst till kolonin förstördes huvudstaden Freetown till stora delar av fransmännen, varvid Afzelius förlorade både sina samlingar och sin övriga egendom. Genom understöd från sina vänner i London kunde han dock företa nya resor utmed den afrikanska västkusten.
Han återvände 1796 till England med rika samlingar, var under en tid sekreterare vid svenska legationen där och kom 1799 tillbaka till Sverige, där han 1797 fått medicine doktors-diplom. Han verkade nu som lärare vid Uppsala universitet, utnämndes 1812 till extraordinarie professor i materia medica och dog 1837. 
Hans rika och utmärkt välbevarade samlingar dels skänktes, dels såldes till universitetet. Den utmärkta fruktsamlingen har blivit granskad av botanikern Joseph Dalton Hooker i England. Afzelius har författat flera smärre skrifter och botaniska disputationer (till exempel De rosis suecanis, 1804–13), men är mest känd för Egenhändiga anteckningar av Carl Linnæus om sig själv, med företal, anmärkningar och tillägg, som han utgav 1823 efter kunglig befallning. Han var ledamot av flera svenska och utländska sällskap, bland annat Kungliga Vetenskapsakademien (från 1793) och Royal Society, och hans namn bärs av växtsläktet Afzelia samt av flera arter. 
Auktorsnamnet Afzel. kan användas för Adam Afzelius (botaniker) i samband med ett vetenskapligt namn inom botaniken; se Wikipediaartiklar som länkar till auktorsnamnet.
Adam Afzelius är begravd på Uppsala gamla kyrkogård.